# Aplocera pauper
Aplocera pauper är en fjärilsart som beskrevs av Edward Alfred Cockayne 1952. Aplocera pauper ingår i släktet Aplocera och familjen mätare. Inga underarter finns listade i Catalogue of Life.